# Dal

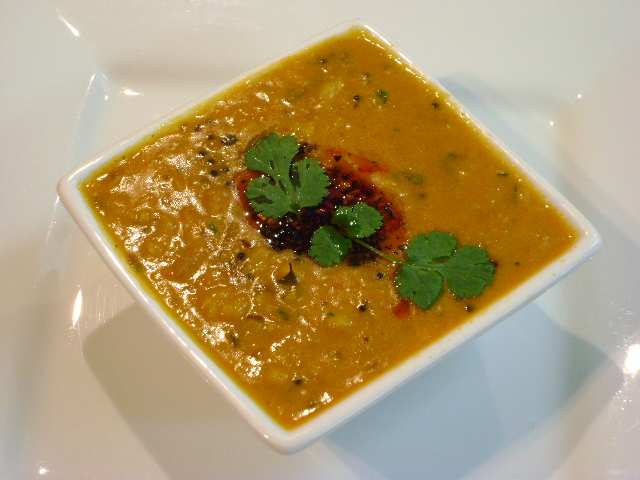
Dal tadka din Punjab

Dal (Hindi दाल, Dāl, Urdu دال, ocazional ortografiat daal sau dhal sau dăl) este o fel de mâncare din bucătăria indiană și bucătăria pakistaneză, care constă din leguminoase uscate decorticate, cel mai des linți, dar și năut, fasole sau mazăre. Prin fierberea leguminoaselor se obține un fel de "tocană", care va fi condimentată cu chimion, coriandru, ceapă, usturoi, chili, ghimbir și alte mirodenii. Câteodată leguminoasele pot fi și prăjite. Dal este un aliment de bază în India.